# Carole Achache
Pour les articles homonymes, voir Achache.
Carole Achache, également connue sous le nom de Carole Lange, est une écrivaine, photographe et actrice française née le 31 mai 1952 à Paris où elle est morte le 1er mars 2016,.

## Biographie

### Famille et vie privée
Carole Achache est née à Paris le 31 mai 1952, fille de l'écrivaine française Monique Lange et de l'historien des sciences français Jean-Jacques Salomon, qui a quitté sa mère alors qu'elle était enfant, et l'écrivain espagnol Juan Goytisolo est devenu son beau-père,. Sa mère est née juive puis convertie au catholicisme,. Son grand-père maternel, Robert Lange, était un journaliste et homme politique français,. Son parrain est l'écrivain américain William Faulkner.
Quand Carole Achache était enfant, elle a été abusée par l'écrivain français Jean Genet, un ami de sa mère Monique Lange. Ces abus l'ont conduite à la consommation de drogue et à la prostitution entre Paris et New York dans les années 1970,.
Carole Achache était mariée avec le réalisateur et scénariste français Jean Achache, avec qui elle a eu des enfants dont la réalisatrice Mona Achache, née le 18 mars 1981,.

## Carrière

### Cinéma et télévision
Dans les années 1970 et au début des années 1980, elle travaille comme actrice sous le nom de Carole Lange. En 1970, elle joue dans son premier film, la 	comédie dramatique Le Clair de terre de Guy Gilles. En 1975, elle joue dans le drame  Le Gitan de José Giovanni, et le film historique Section spéciale de Costa-Gavras. En 1976, elle apparaît dans trois films, les drames Lumière de Jeanne Moreau, et Monsieur Klein de Joseph Losey, et la comédie dramatique Mado de Claude Sautet. En 1977, elle joue dans le film policier Le Juge Fayard dit « le Shériff » d'Yves Boisset, la comédie dramatique Violette et François de Jacques Rouffio, et le film policier Mort d'un pourri de Georges Lautner. En 1979, elle joue dans le film policier Le Mors aux dents de Laurent Heynemann.
Elle a également joué dans les séries télévisées Le Tourbillon des jours en 1979, et Les Quatre Cents Coups de Virginie en 1980.
Carole Achache travaille également comme photographe de plateau dans des films tels que L'Argent des autres (1978) de Christian de Chalonge, Une semaine de vacances (1980) de Bertrand Tavernier, La Truite (1982) de Joseph Losey, et Un soir au club (2009) de Jean Achache.

### Littérature
En 2002, Carole Achache publie son premier roman, L'Indienne de Cortés, sur La Malinche, une femme Nahua qui accompagna le conquistador espagnol Hernán Cortés tout au long de sa conquête du Mexique et devint plus tard sa maîtresse.
Son deuxième roman, La plage de Trouville, est publié en 2008 et raconte l'histoire du tableau du même nom du peintre français Jacques Mauny, ayant appartenu à la famille d'Achache et volé par les nazis vers 1943,.
En 2011, elle publie le roman Fille de, sur sa relation avec sa mère.
Achache a également publié deux livres de photographies, Chantiers en cours en 2004 et Des fleurs en 2006.

## Mort
Carole Achache est morte à l'âge de 63 ans, le 1er mars 2016 à Paris,. Sa mort a été qualifiée de suicide par pendaison.

## Dans les arts

### Cinéma
En 2023, Marion Cotillard interprète Carole Achache dans le docudrama Little Girl Blue, réalisé par sa fille, Mona Achache,.

## Publications
- 2002 : L'Indienne de Cortés
- 2004 : Chantiers en cours
- 2006 : Des fleurs
- 2008 : La plage de Trouville
- 2011 : Fille de

### Actrice

#### Cinéma
- 1970 : Le Clair de terre de Guy Gilles : Jeanne
- 1975 : Le Gitan de José Giovanni
- 1975 : Section spéciale de Costa-Gavras : Une résistante
- 1976 : Lumière de Jeanne Moreau : Carole
- 1976 : Monsieur Klein de Joseph Losey
- 1976 : Mado de Claude Sautet
- 1977 : Le Juge Fayard dit « le Shériff » de Yves Boisset : Cathy Davoust
- 1977 : Violette et François de Jacques Rouffio
- 1977 : Mort d'un pourri de Georges Lautner : La fille du vestiaire
- 1979 : Le Mors aux dents de Laurent Heynemann : L'employée Chazerand

#### Télévision
- 1979 : Le Tourbillon des jours (série télévisée), 6 épisodes : Marie
- 1980 : Les Quatre Cents Coups de Virginie (série télévisée), 1 épisode : Cliente des puces

### Photographe de plateau
- 1978 : L'Argent des autres de Christian de Chalonge
- 1980 : Une semaine de vacances de Bertrand Tavernier
- 1982 : La Truite de Joseph Losey
- 2009: Un soir au club de Jean Achache